# Heráclio (conde)

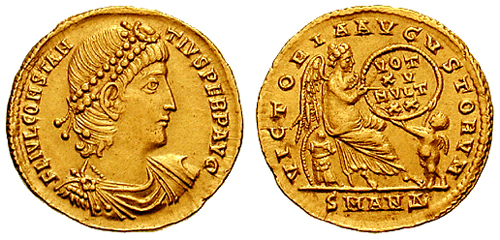
Soldo de Constâncio II r.

Heráclio (em latim: Heraclius) foi um oficial romano do século IV, ativo durante o reina do imperador Constâncio II (r. 337–361). Um conde, muito embora provavelmente sem quaisquer poderes militares, em 356 levou uma carta de Constâncio II para Alexandria ordenando a expulsão do arcebispo alexandrino Atanásio I; ele entrou na cidade acompanhado do prefeito augustal Catafrônio em 10 de junho.
Pelos dias seguintes, Heráclio perseguiu os apoiantes do arcebispo Atanásio I com ajuda de Catafrônio, o duque Sebastiano e o racional Faustino, e em 15 de junho esteve envolvido na captura de várias igrejas locais para os arianos.